# Maeotella perplexa
Maeotella perplexa är en spindelart som först beskrevs av Peckham, Peckham 1901.  Maeotella perplexa ingår i släktet Maeotella och familjen hoppspindlar. Inga underarter finns listade i Catalogue of Life.